# Kobbelbrug
Kobbelbrug eller holstensk drift (efter oprindelsesstedet) betegner en dyrkningsmåde, hvor markarealerne blev inddelt i et antal lige store kobler, i almindelighed mellem 7 og 13, og med indførelse af et sædskifte svarende til antallet af kobler. Efter et års brak fulgte 3-6 år med korndyrkning, i reglen først vintersæd (rug eller hvede), derefter byg, havre eller ærter, så en periode hvor marken lå i græs.
Kobbelbrugets fordele bestod dels i indtagelsen af foderafgrøder i sædskiftet, dels i en stadig skiften mellem korn og forderafgrøder med deraf følgende næringstilførsel til jorden. Bælgplanter forøgede kvælstofmængden, og inddragelse af kløver og rajgræs i omdriften øgede frugtbarheden og gav bedre kreaturfoder. Desuden fik jorden en længere hviletid mellem kornafgrøderne (halvdelen mod en tredjedel i trevangsbruget).
Overgang til kobbelbrug indledtes i sidste tredjedel af 1700-tallet på Sjælland og Fyn. Adam Gottlob Moltke på Bregentved gods var en pioner og blev i løbet af få år fulgt af henved 60 sjællandske hovedgårde. Fra 1770-erne indførte Chr. D. Reventlov kobbelbrug på sine lollandske godser, og fulgtes i løbet af få år af andre godser på Lolland. På Fyn var Broholm, Dallund og grevskabet Brahesminde blandt de første til at indføre kobbelbrug.

## Baggrund
Traditionelt havde man i Hertugdømmerne Slesvig og Holsten op til omkring år 1600 anvendt en form for græsmarksbrug (tysk: Feldgraswirtschaft) med en meget lang rotationstid: typisk blev der avlet korn i 4 eller 5 år, hvorefter jorden lå brak i en periode, der ofte var længere. Fordelen ved denne rotation var en bedre produktion af græs i forhold til den kortvarige brakperiode i trevangsbrug. Græsmarksbruget var i Danmark især udbredt på de sandede jorder, hvor den lange brakperiode med græs antagelig medvirkede til at holde erosion ned og til at genopbygge jordens næringsværdi, mens trevangsbruget dominerede på de bedre jorder. I Slesvig og Holsten blev denne dyrkningsform imidlertid også anvendt på de bedre jorder.
På godserne i Slesvig og Holsten, hvor skovene var forholdsvis store, havde man tillige engageret sig i fremstillingsvirksomhed, der krævede megen brændsel, fx glasværker og teglværker, der dog kun spillede en mindre rolle i godsernes samlede økonomi. Men efterhånden opgav man disse binæringer og koncentrerede sig om at forbedre landbrugsdriften.
Omkring år 1600 begyndte både bønder og godsejere i det østlige Slesvig og Holsten at supplere deres græsmarksbrug med særlige agre, kaldet kobler (tysk: Koppeln) udlagt til græsning. Disse kobler opstod ofte ved nye rydninger af skov og overdrev. I løbet af det 17. århundrede udviklede denne driftsform sig til en ny, kaldet kobbelbrug.

## Kobbelbruget
Kobbelbruget mindede meget om græsmarksbruget. Kobbelbruget indebar, at jorden blev inddelt i 10-14 agre (kobler) af nogenlunde samme størrelse og indbyrdes adskilte med hegn eller grøfter. Udvidelsen skete ofte ved nye rydninger, i nogle tilfælde også ved dræning. Derved blev hele omdriftsjorden inddelt i kobler.
Koblerne blev dyrkede i en omdrift, der ofte begyndte med rug eller boghvede det første år, efterfulgt af år med rug og byg, to eller tre år med havre og fem til otte år med brak. Karakteristisk for driftsformen var en mere intensiv rydning for krat og lignende. Nogle gange blev koblerne pløjede gentagne gange i sommeren efter brakperioden og inden brugen til korndyrkning.
Fordelen ved kobbelbrug i forhold til græsmarksbrug var antagelig dels inddragelse af større områder i rotationen, dels bedre udnyttelse af brakperioden: i stedet for at bruge al brakjorden til græsning på samme tid, kunne nogle jorder nu anvendes til græsning samtidig som andre blev anvendt til høslæt. De relativt mange år med brak betød, at jorden fik en tyk grønsvær, som, når den blev pløjet, sammen med tilført gødning, som stammede fra malkekvæget, bevirkede et højere udbytte end tidligere: 5-7 fold for byg, rug og hvede, og 3-4 fold for havre, der blev sået efter de øvrige afgrøder, eftersom det ikke fik speciel gødning. Disse udbytter var højere en dem, man ellers regnede med i samtiden.
Kobbelbrug regnes for en dyrkningsmæssig innovation skabt ved at kombinere en omlægning af dyrkningen med mejeridriften, som i samme periode oplevede et stort opsving fremmet af indvandrede hollændere, der virkede som mejerister (og i samtiden blev mejeridrift derfor betegnet hollænderi).

## Kobbelbrug i Kongeriget Danmark
I 1761 var den holstenske godsejer Adam Gottlob Moltke den første danske godsejer, der introducerede kobbelbruget på hans store godser syd for København.
På Sjælland og Fyn fik kobbelbruget udbredelse i sidste tredjedel af 1700-tallet dog uden at blive dominerende. Fra 1770-erne indførte Christian Ditlev Reventlow kobbelbruget på sine lollandske hovedgårde, hvorfra det spredte sig til andre godser på øen. Blandt de godser, der indførte kobbelbrug, kan nævnes Bregentved, Vemmetofte (i 1775), endvidere på Vallø Gods, Liliendal, Petersgård, Frederikslund, Valbygård, Hørbygård, på Fyn bl.a. på Grevskabet Brahesminde, Broholm, Dallund.

## Kobbelbrug i Mecklenburg
Kobbelbruget i Slesvig-Holsten inspirerede også til indførelse af kobbelbrug i Mecklenburg i det 18. århundrede, dog med den forskel, at man her i højere grad avlede får i stedet for kvæg.